# Neale Cooper
Pour les articles homonymes, voir Cooper.
Neale James Cooper, couramment appelé Neale Cooper, est un footballeur puis entraîneur écossais, né le 24 novembre 1963 à Darjeeling, Bengale-Occidental (Inde). Évoluant au poste de milieu de terrain, il est principalement connu pour ses saisons à Aberdeen, Aston Villa, Rangers et Dunfermline Athletic ainsi que pour avoir entraîné en Ross County, Hartlepool United, Peterhead et Gillingham.

## Biographie

### Carrière de joueur
Natif de Darjeeling, Bengale-Occidental (Inde), il grandit à Aberdeen en Écosse. Il commence sa carrière avec le club de la ville qu'il supportait, enfant. Titulaire indiscutable à partir de la saison 1981-82, il remporte avec Aberdeen deux titres de champion d'Écosse, quatre Coupes d'Écosse, une Coupe de la Ligue écossaise, la Coupe des Coupes 1983 en battant le Real Madrid 2-1 en finale et la Supercoupe d'Europe 1983, tout cela sous la direction d'Alex Ferguson.
Lords de son passage à Aberdeen, Alex Ferguson l'oblige  plus ou moins à retourner vivre chez sa mère, qui réside dans la ville même. En effet, ayant son propre appartement, il a tendance à céder trop facilement aux tentations que peut connaître un jeune footballeur, ce qui nuit à son hygiène de vie professionnelle.
En 1986, il s'engage pour Aston Villa et découvre ainsi le championnat anglais. Mais, il connaît alors plusieurs saisons gâchées par des blessures à répétition, ne jouant que 20 matches de championnat en deux saisons pour les Vilans. Son retour en Écosse, en 1988, aux Rangers ne lui épargne pas le même sort, ne jouant que 17 rencontres de championnat en 2 ans pour les Gers.
Il s'engage alors avec son club formateur, à Aberdeen espérant y retrouver la forme de sa jeunesse et du temps de jeu, mais, totalement hors de forme après quatre saisons entachées par des blessures, il ne parvient pas à atteindre son objectif. Se rendant compte que son niveau de jeu ne lui permet plus de viser une place dans une équipe de haut de tableau, il s'engage pour une courte pige à Reading où il retrouve son ancien coéquipier des Dons, Mark McGhee ainsi que du temps de jeu et de la confiance.
Il s'engage alors pour Dunfermline Athletic où il peut de nouveau bénéficier d'un temps de jeu conséquent, participant activement à la promotion du club à la suite de la saison 1995-96. Après cinq saisons pleines pour les Pars, il termine sa carrière avec un poste d'entraîneur-joueur pour Ross County.

### Carrière internationale
Entre 1981 et 1985, il reçoit 13 sélections en équipe d'Écosse espoirs, alors qu'il porte le maillot d'Aberdeen.

### Carrière d'entraîneur
Commençant sa carrière d'entraîneur avec un temps de joueur-entraîneur à Ross County, il fait connaître aux Staggies deux promotions avant de vivre une relégation, avant de partir pour Hartlepool United qui vient d'accéder à la First Division. Terminant la saison à la 6e place, il fait ainsi connaître aux Pools leur meilleur classement de leur histoire. Qualifiés pour les play-offs de promotion, ils se font sortir en demi-finale par Bristol City.
Sa deuxième saison pour Hartlepool United est aussi positive, décrochant de nouveau une place en play-offs de promotion, perdant cette fois-ci en finale face à Sheffield Wednesday. Il quitte alors le club pour rejoindre Gillingham mais démissionne quelques mois après son arrivée, à cause de résultats décevants.
En octobre 2006, il accepte un poste d'adjoint à Peterhead sous la direction de Steve Paterson (en), à qui il succède à la tête de l'équipe lorsque celui-ci part au début de 2008. Manquant de peu les play-offs de promotion à la fin de la saison, il arrive à les obtenir la saison suivante, mais se fait sortir par Airdrie United. La saison suivante n'est pas une réussite et il quitte le club, en mars 2011, alors que celui-ci se débat dans les dernières places du championnat.
Le 28 décembre 2011, il s'engage pour une seconde fois avec Hartlepool United. Faisant confiance aux jeunes du centre de formation et dénichant des talents en devenir, il arrive à décrocher une très honnête 13e place à la fin d'une saison pourtant mal embarquée. La saison suivante démarre mal et il quitte son poste en octobre 2012, ayant néanmoins acquis un statut de chouchou auprès de supporteurs.
Le 23 novembre 2012, il s'engage comme adjoint de Derek Adams (en) à Ross County, poste qu'il garde jusqu'à son départ à la fin de la saison 2013-14.
En novembre 2017, il est intronisé au Hall of Fame d'Aberdeen.
Le 28 mai 2018, il décède soudainement en quelques heures, à la suite d'une attaque, dans sa ville d'Aberdeen. Le 8 juin 2018, une soirée d'hommage et de recueillement est organisée au Pittodrie Stadium à Aberdeen, à laquelle participent sa famille et ses anciens équipiers, ainsi que 4 000 supporteurs. Le même mois, Hartlepool United annonce qu'il va baptiser l'une des tribunes de son stade du nom de Neale Cooper, celle-ci étant officiellement renommée en juillet pour un match contre Sunderland.
Son fils, Alex (en) est un footballeur professionnel, formé à Ross County et à Liverpool. 

#### Statistiques
Au 24 novembre 2012.
| Équipe            | Depuis           | Jusqu'au         | Matches | Victoires | Nuls | Défaites | % Victoires |
| ----------------- | ---------------- | ---------------- | ------- | --------- | ---- | -------- | ----------- |
| Ross County       | 1er juillet 1996 | 11 novembre 2002 | 299     | 130       | 89   | 80       | 43.48       |
| Hartlepool United | 26 juin 2003     | 4 mai 2005       | 110     | 48        | 26   | 36       | 43.64       |
| Gillingham        | 21 mai 2005      | 15 novembre 2005 | 22      | 7         | 5    | 10       | 31.82       |
| Peterhead         | 10 janvier 2008  | 22 mars 2011     | 143     | 50        | 39   | 54       | 34.97       |
| Hartlepool United | 28 décembre 2011 | 24 octobre 2012  | 40      | 7         | 14   | 19       | 17.50       |

## Palmarès

### Comme joueur
- Aberdeen :
  - Champion d'Écosse (2) : 1983-84, 1984-85
  - Coupe d'Écosse (4) : 1982, 1983, 1984, 1986
  - Coupe de la Ligue écossaise (1) : 1986
  - Coupe des Coupes (1) : 1983
  - Supercoupe d'Europe (1) : 1983

- Rangers :
  - Coupe de la Ligue écossaise (1) : 1988

- Dunfermline Athletic :
  - Champion de First Division (1) : 1996

### Comme entraîneur
- Ross County :
  - Champion de Third Division (1) : 1998-99

- Hartlepool United :
  - Entraîneur du mois en League One (1) : janvier 2005